# Orestias cuvieri
Orestias cuvieri är en fiskart som beskrevs av Valenciennes, 1846. Orestias cuvieri ingår i släktet Orestias och familjen Cyprinodontidae. IUCN kategoriserar arten globalt som otillräckligt studerad. Inga underarter finns listade i Catalogue of Life.